# Coupe des nations de rugby à XV 2014
Navigation
IRB Nations Cup 2013 World Rugby Nations Cup 2015
La Coupe des nations de rugby à XV  2014, ou IRB Nations Cup 2014, est une compétition annuelle de rugby à XV.
La coupe s'est déroulée du 13 juin au 22 juin 2014 en Roumanie. Tous les matchs ont été joués au Stade Arcul de Triumf situé à Bucarest. L'équipe Irlande Espoir participait pour la première fois au tournoi et a remporté le titre. Robin Copeland a été nommé joueur du tournoi.

## Classement
| Rang | Nation   | J | V | N | D | Pm  | Pe | Diff | Pts |
| ---- | -------- | - | - | - | - | --- | -- | ---- | --- |
| 1    | Irlande  | 3 | 3 | 0 | 0 | 148 | 13 | +135 | 15  |
| 2    | Roumanie | 3 | 2 | 0 | 1 | 65  | 65 | 0    | 8   |
| 3    | Uruguay  | 3 | 1 | 0 | 2 | 32  | 91 | -59  | 0   |
| 4    | Russie   | 3 | 0 | 0 | 3 | 24  | 99 | -75  | 0   |

|  | Vainqueur du tournoi (no 1). |
|  | T : tenant du titre.         |

Source : worldrugby.org

Attribution des points :
*4 points sont attribués pour une victoire
*2 points pour un match nul
*aucun point en cas de défaite
*1 point de bonus pour une perte de sept points ou moins
*1 point de bonus pour avoir marqué quatre essais ou plus dans un match

## Calendriers des matchs
Première journée
| Le 13 juin | Stade Arcul de Triumf, Bucarest | Irlande Espoirs | 66 - 0  | Russie  |
| Le 13 juin | Stade Arcul de Triumf, Bucarest | Roumanie        | 34 - 16 | Uruguay |

Deuxième journée
| Le 18 juin | Stade Arcul de Triumf, Bucarest | Irlande Espoirs | 51 - 3  | Uruguay |
| Le 18 juin | Stade Arcul de Triumf, Bucarest | Roumanie        | 20 - 18 | Russie  |

Troisième journée
| Le 22 juin | Stade Arcul de Triumf, Bucarest | Russie   | 6 - 13  | Uruguay         |
| Le 22 juin | Stade Arcul de Triumf, Bucarest | Roumanie | 10 - 23 | Irlande Espoirs |

## Meilleurs réalisateurs
| Rang | Joueur            | Équipe          | Points |
| ---- | ----------------- | --------------- | ------ |
| 1    | Florin Vlaicu     | Roumanie        | 19     |
| 2    | Andrew Conway     | Irlande Espoirs | 15     |
| 2    | Ian Keatley       | Irlande Espoirs | 15     |
| 4    | Joaquin Prada     | Uruguay         | 11     |
| 5    | Craig Gilroy      | Irlande Espoirs | 10     |
| 6    | J. J. Hanrahan    | Irlande Espoirs | 6      |
| 7    | Niall Annett      | Irlande Espoirs | 5      |
| 7    | Robin Copeland    | Irlande Espoirs | 5      |
| 7    | Santiago Gibernau | Uruguay         | 5      |
| 7    | Florin Ionita     | Roumanie        | 5      |
| 7    | Mihai Macovei     | Roumanie        | 5      |
| 7    | Paul Marshall     | Irlande Espoirs | 5      |
| 7    | Tommy O'Donnell   | Irlande Espoirs | 5      |
| 7    | Otar Turashvili   | Roumanie        | 5      |

## Meilleurs marqueurs
| Rang | Joueur            | Équipe          | Essais |
| ---- | ----------------- | --------------- | ------ |
| 1    | Andrew Conway     | Irlande Espoirs | 3      |
| 2    | Craig Gilroy      | Irlande Espoirs | 2      |
| 3    | Niall Annett      | Irlande Espoirs | 1      |
| 3    | Robin Copeland    | Irlande Espoirs | 1      |
| 3    | Santiago Gibernau | Uruguay         | 1      |
| 3    | Florin Ionita     | Roumanie        | 1      |
| 3    | Ian Keatley       | Irlande Espoirs | 1      |
| 3    | Mihai Macovei     | Roumanie        | 1      |
| 3    | Paul Marshall     | Irlande Espoirs | 1      |
| 3    | Tommy O'Donnell   | Irlande Espoirs | 1      |
| 3    | Otar Turashvili   | Roumanie        | 1      |